# Пауличке, Филипп
Филипп Пауличке (Philipp Paulitschke; 24 сентября 1854 — 11 декабря 1899) — австрийский путешественник и географ.

## Биография
Родился в 1854 году в Моравии. Состоял доцентом Венского университета. Путешествовал с этнографической целью в 1880 году по Египту и Нубии, в 1884—1885 гг. вместе с Гардеггером — в страну сомалийцев и галла. Первый из европейцев проник южнее Харрара, до Биа Вораба.

## Труды
- «Die geographische Erforschung des afrikanischen Kontinents v. den ältesten Zeiten bis auf unsere Tage» (Вена, 1880),
- «Die Sudanländer nach dem gegenwärtigen Stande der Kenntniss» (Фрейбург, 1885),
- «Die Afrika-Litteratur in der Zeit von 1500—1750» (Вена, 1882),
- «Beiträge zur Ethnographie u. Antropologie der Somali, Galla und Harâri» (Лейпциг, 1886),
- «Harâr, Forschungsreise nach dem Somal- und Galla-ländern Ostafrikas» (Лейпциг, 1888),
- «Ethnographie Nordostafrikas» (Б., 1893—96).